# Agrostis micrantha
Agrostis micrantha är en gräsart som beskrevs av Ernst Gottlieb von Steudel. Agrostis micrantha ingår i släktet ven, och familjen gräs. Inga underarter finns listade i Catalogue of Life.